# ハミルトン (スコットランド)
ハミルトン (Hamilton) は、スコットランド・サウス・ラナークシャーのタウンで、サウス・ラナークシャーの行政上の中心である。
スコットランド第5の都市で、グラスゴーの南東19.3km、エディンバラの南西56.3km、クライド川の南岸に位置している。ハミルトンは歴史的カウンティのラナークシャーのカウンティ・タウンである。
以前は"Cadzow"または"Cadyou"の名前で知られていた。

## スポーツ
- ハミルトン・アカデミカルFC

## 出身人物
- ウィリアム・エイトン - 植物学者
- ジョック・ステイン - サッカー選手
- バリー・ファーガソン - サッカー選手
- ポール・ハートリー - サッカー選手
- メアリー・ヴィクトリア・ダグラス＝ハミルトン - 女性貴族

## 姉妹都市
- フランス シャテルロー